# Haram
Pour les articles homonymes, voir Haram (homonymie).
Pour l’article ayant un titre homophone, voir Aram.
Ne doit pas être confondu avec Harem ou Herem.

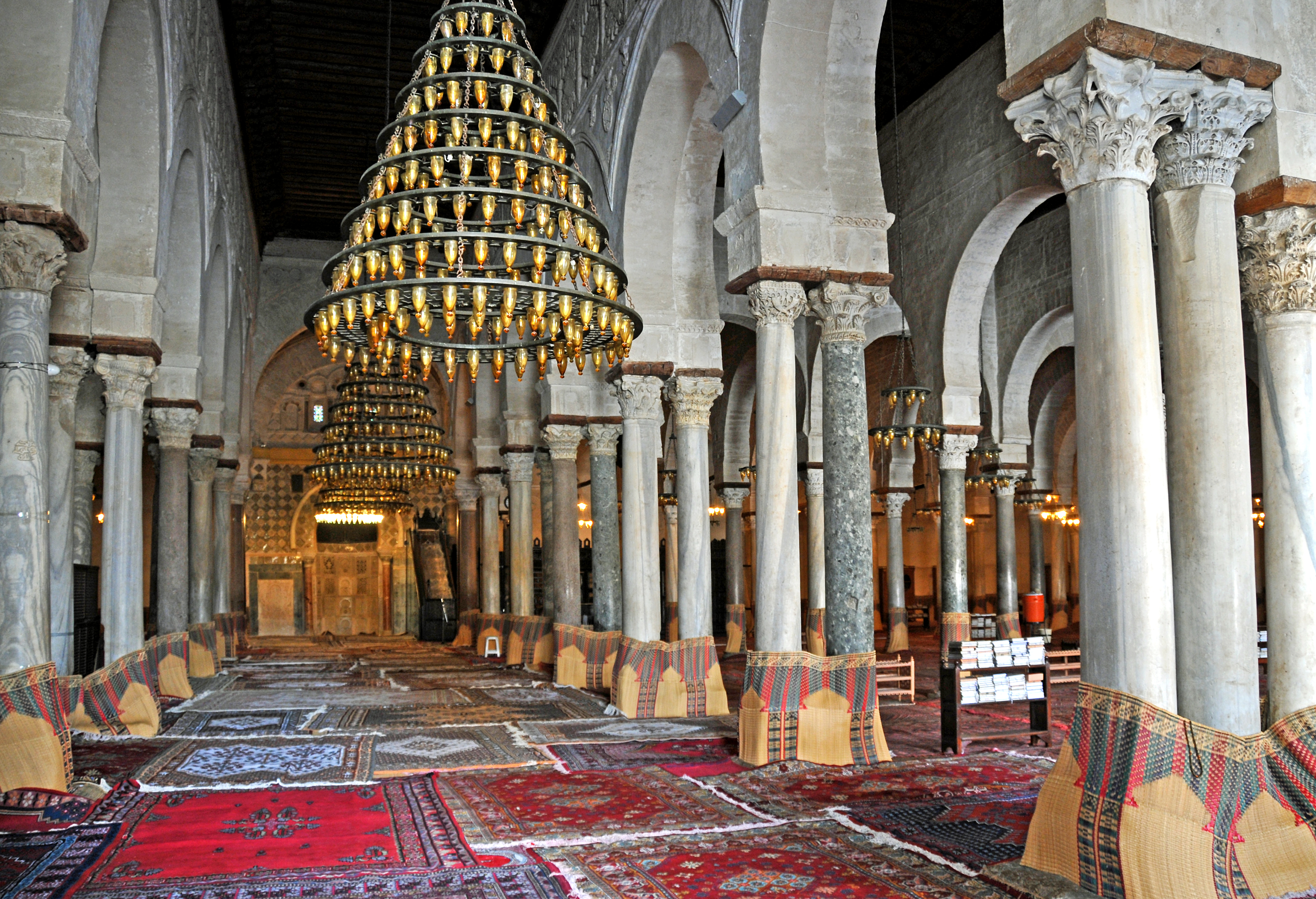
Al-haram, ou salle de prière, de la grande mosquée de Kairouan, Tunisie.

Ḥarām (arabe: حَرَام [ḥarām], illégal ; illicite ; interdit ; inviolable ; sacré ; saint) est un mot qui a deux sens en arabe et dans l'islam : « interdit » ou « sacré ». Cette racine produit aussi les termes haram (arabe: الحَرَم [al-ḥaram], enceinte, lieu sacré, sanctuaire, chose sacrée) qui renvoie à un lieu dont l'accès est défendu à certains, ainsi que harîm (حَريم [ḥarīm]) qui a donné en français le harem. 
Ainsi l'interdit se déploie-t-il en deux niveaux : celui des actions illicites et donc interdites (par opposition aux actions licites, dites hlel) et celui d'espaces sacrés et donc fermés à certains. Il existe un chevauchement de sens car harâm (second « a » long) renvoie aussi à l'espace tout comme haram (second « a » court).

## Généralités
Il y a donc lieu de distinguer entre, d'une part, des éléments interdits parce qu'illicites (harâm) et des endroits dont l'accès est interdit parce qu'il s'agit de territoires sacrés ou de sanctuaires à l'accès défendu (haram).
Le fait que les mots sacré et interdit aient la même racine peut être interprété comme une confusion de l'interdit et du sacré (comme sacer en latin, ou tabou dans les langues polynésiennes). Cette interprétation n'est pas étayée par des preuves solides,. 

### Harâm
Le mot harâm (second « a » long) est employé comme un adjectif. Il signifie alors, d'une part « interdit  » et d'autre part, « sacré ». En arabe, au sens de « interdit, illicite », harām est le contraire de halâl (« autorisé, permis »). Le mot relève alors du droit musulman, le fiqh et ce qui est harâm est en fait « interdit par la Loi religieuse ». 
Il peut donc aussi se traduire par « sacré » et qualifier un espace. Dans ce sens, dans le Coran, la mosquée de la Mecque est appelée (sourate 17 al-Isra, v. 1), « Mosquée Sacrée » (المَسجِد الحَرام [al-masjid al-ḥarām]), tandis que la Kaaba (sourate al-Mâ'ida, v. 97) reçoit l'appellation de « Maison sacrée » (arabe : البَيْت الحَرام [al-bayt al-ḥarām]). En outre, le territoire autour des deux villes saintes de la Mecque et de Médine est dit harâm (arabe : البَلَد الحرام [al-balad al-ḥarām]) expression qui véhicule la notion de territoire à la fois « sacré » et en même temps de lieu interdit aux non-musulmans. Dans le Coran (al-Tawba, v. 28), c'est l'accès à la Mosquée sacrée qui est explicitement interdit à ceux que le Coran qualifie de « polythéistes » ou « associateurs » (al-mushrikûn). 

### Haram
Le deuxième  mot, haram (second « a » bref), est lui un substantif qui vient aussi de la racine Ḥ-R-M qui véhicule l'idée d'interdire et d'être interdit. Il se pourrait, selon Dominique et Janine Sourdel, que le mot ait été utilisé déjà à l'époque pré-islamique, puisque Mahomet aurait déclaré dans un hadith que « chaque prophète a son haram ».
Ainsi, dans une mosquée, la salle de prière (le sanctuaire à proprement parler) est désignée par le substantif al-haram. En ce sens, le terme s'applique principalement à deux territoires sacrés : ceux de la Mecque et de Médine, auxquels viendra s'ajouter, à Jérusalem, celui connu aujourd'hui sous le nom d'Esplanade des mosquées, appelé en arabe al-Ḥaram ash-Sharîf, « le noble sanctuaire », et parfois aussi Hébron. Les deux haram d'Arabie jouissent d'un statut privilégié et d'une prééminence sur tout autre sanctuaire, et ils ont reçu le nom de al-haramân, «les deux haram », qui se  retrouve dans l'expression khâdim al-haramayn [ash-sharîfayn], « gardien ou serviteur des [deux] lieux saints », titre que porte aujourd'hui encore le roi d'Arabie saoudite,.
Le mot harem (en arabe, حريم [ḥarīm]) vient de la même racine arabe Ḥ-R-M : le mot désigne le gynécée interdit aux hommes (cet espace peut porter d'autres noms, selon les régions non arabophones du monde musulman).

## Les interdits de typeharâm

### Interdits généraux
Le Coran énonce des interdits dont les principaux sont regroupés dans ces deux versets :

« Dis : “Venez, je vais réciter ce que votre Seigneur vous a interdit : ne Lui associez rien ; et soyez bienfaisants envers vos père et mère. Ne tuez pas vos enfants pour cause de pauvreté. Nous vous nourrissons tout comme eux. N'approchez pas des turpitudes ouvertement, ou en cachette. Ne tuez qu'en toute justice la vie qu'Allah a fait sacrée. Voilà ce qu'Allah vous a recommandé de faire ; peut-être comprendrez-vous.

Et ne vous approchez des biens de l'orphelin que de la plus belle manière, jusqu'à ce qu'il ait atteint sa majorité. Et donnez la juste mesure et le bon poids, en toute justice. Nous n'imposons à une âme que selon sa capacité. Et quand vous parlez, soyez équitables même s'il s'agit d'un proche parent. Et remplissez votre engagement envers Allah. Voilà ce qu'Il vous enjoint. Peut-être vous rappellerez-vous”. »

Le Coran rappelle que ʿĪsā avait levé des interdits alimentaires, l'islam en conservant certains :

« , et je vous rends licite une partie de ce qui était interdit. Et j'ai certes apporté un signe de votre Seigneur. Craignez Dieu donc, et obéissez-moi.

Dieu est mon Seigneur et votre Seigneur. Adorez-Le donc : voilà le chemin droit. »

### L'interdit de l'alcool
Le mot alcool, (arabe : كحول [koḥôl], alcool) provient d'une même racine (كحل [kaḥala], avoir les yeux cernés, avoir mal dormi) qui se retrouve dans le fard noir à paupières à base d'antimoine (كحل [koḥol], khôl ; fard noir à paupières), parce que les deux donnent des yeux cernés, le regard fatigué[réf. nécessaire].
Comme le miel, le lait et l'huile, le vin est au croisement de deux types d'industries : une industrie naturelle, qui fait croître le raisin jusqu'à sa cueillette, et une industrie humaine, qui le transforme pour en faire cette boisson enivrante. Les fruits de la vigne et du palmier sont permis, le vin tiré des fruits est interdit :

« Des fruits des palmiers et des vignes, vous retirez une boisson enivrante et un aliment excellent. Il y a vraiment là un signe pour des gens qui raisonnent. (Sourate 16 : 67) »

Au début de la prédication le Coran se limite à dire aux musulmans de ne pas arriver ivres à la prière. Le vin comporte même une certaine utilité.

« Ils t'interrogent sur le vin et les jeux de hasard. Dis : « Dans les deux il y a un grand péché et quelques avantages pour les gens; mais dans les deux, le péché est plus grand que l'utilité ». Et ils t'interrogent : “Que doit-on dépenser (en charité) ?” Dis : “L'excédent de vos biens”. (Sourate 2 : 219) »

Un peu plus tard, la consommation de vin (et plus généralement de boisson fermentées) est interdite à cause des conséquences de l'ivresse, les conséquences de l'ivresse disparaissent au paradis et la consommation du vin y est permise.

« Ô les croyants ! N'approchez pas de la Salat alors que vous êtes ivres, jusqu'à ce que vous compreniez ce que vous dites, et aussi quand vous êtes en état d'impureté [pollués] – à moins que vous ne soyez en voyage – jusqu'à ce que vous ayez pris un bain rituel. Si vous êtes malades ou en voyage, ou si l'un de vous revient du lieu où il a fait ses besoins, ou si vous avez touché à des femmes et vous ne trouviez pas d'eau, alors recourez à une terre pure, et passez-vous-en sur vos visages et sur vos mains. Dieu, en vérité est Indulgent et Pardonneur. (Sourate 4 : 43) »

Plus tard encore, ce verset est abrogé (la notion d'abrogation est contradictoire avec le verset 7 de la sourate 3, la notion de « soukara » ne veut pas dire ivre exemple « Sakrat al mout » on peut être dans cet état après une anesthésie par exemple) et l'interdiction se généralise et se durcit. Le verset suivant est un verset abrogeant le précédent ; il ne faut pas boire de boisson fermentée à cause des conséquences sur le comportement du buveur.

« Ô les croyants ! Le vin, le jeu de hasard, les pierres dressées, les flèches de divination ne sont qu'une abomination, œuvre du Diable. Ecartez-vous en, afin que vous réussissiez. (Sourate 5 : 90) »

Ces trois versets font partie de sourates dites médinoises que la tradition place respectivement 87e, 92e et 112e dans l'ordre de la révélation.
Si dans les œuvres du poète perse Khayyâm (1048 - 1123), le vin n'est vraisemblablement pas une allégorie, d'autres poètes comme Hafez (1320-1389), ou Rûmi (1207-1273) tiennent l'ivresse et le vin pour une allégorie du Divin.
Pour certains hétérodoxes, l'ivresse est un moyen de parvenir à l'extase, à la connaissance suprême, elle permet une élévation de l'âme à la connaissance spirituelle.
Ainsi, le vin est l'accompagnateur des cérémonies hétérodoxes qui trouvent en lui tous les artifices de départ, d'élévation et d'émotion, conditions requises pour l'émergence de l'extase. Les métaphores qui associent le vin à l'extase mystique, voire à l'amour de Dieu, sont nombreuses.

### Nourriture interdite
Certaines viandes sont harâm, comme le porc, le chien, le chat, le singe, ou encore celles d'animaux halâl non abattus selon le rituel.

## Les espaces  sacrés (haram)
La spécification de la Mecque et de Taëf comme « enceintes sacrées » remonte à la période préislamique, à côté de celle d'autres cités sacralisées (liées à des divinités locales). Concrètement cela consistait en certains tabous comme l'interdiction de faire la guerre dans ces régions, d'y chasser et d'en arracher des plantes, autant d'usages qui étaient présents avant l'islam et du temps de Mahomet. 
Selon M. H. Benkheira, c'est quelques décennies après la mort de Mahomet que l'interdiction d'accès à Médine et à la Mecque aux non-musulmans a été promulguée ; l'histoire de cette interdiction, difficile à cerner avec certitude, remonte probablement à l'époque du calife omeyyade Umar ibn Abd al-Aziz (682-720), dont la politique est caractérisée par une hostilité marquée à l'encontre des juifs, des chrétiens et des non-musulmans en général. C'est a posteriori que les exégètes musulmans ont justifié cette pratique à partir du Coran (9, 28), déclarant les non-musulmans « impurs par nature », et qualifiant leur présence au sein du haram de « souillure ». Néanmoins, jusqu'au VIIIe siècle, voire au-delà, de nombreux témoignages attestent de la présence de non-musulmans à Médine et à la Mecque.